# طويقان بنفسجي الحنجرة
طويقان بنفسجي الحنجرة (الاسم العلمي:Aulacorhynchus cognatus) (بالإنجليزية: Violet-throated Toucanet)‏ هو نوع من الطيور يتبع جنس الطويقان الأخضر من الفصيلة الطوقانية.